# Фронт действия национал-социалистов/Национальные активисты
Фронт действия национал-социалистов/Национальные активисты (нем. Aktionsfront Nationaler Sozialisten/Nationale Aktivisten) — западногерманская неонацистская организация 1977—1983 годов. Создан Михаэлем Кюненом. Занимал радикальные штрассеристские позиции, практиковал криминальные методы политической борьбы. Запрещён как антиконституционная организация.

## Создание и особенности
Фронт действия национал-социалистов (ANS) был основан в 26 ноября 1977 года по инициативе гамбургского ультраправого активиста Михаэля Кюнена. Кадровую основу составили неонацистские группы скинхедского толка, ранее созданные Кюненом — SA-Sturm Hamburg 8 Mai и Hansa-Bande. Политической целью Кюнен объявил восстановление НСДАП и «ценностей Третьего рейха». Организация установила связь с Викингюгендом и ветеранами СС. При этом Кюнен с симпатией относился к маоистам и целенаправленно привлекал их в ANS как «настоящих революционных бойцов».
Идеология была сформулирована в программе и в сочинении Михаэля Кюнена «Вторая революция». Доктрина выдерживалась в духе радикального штрассеризма. В нацистской традиции выделялась идеология СА, воззрения братьев Штрассеров и Эрнста Рёма. Выдвигались требования изгнания из страны всех жителей, кроме этнических немцев, проведения антисоветской и антиамериканской политики, воссоединения ФРГ с ГДР на основе национал-социализма, внешнеполитического нейтралитета и автаркии. Важными элементами программы были также антисемитизм и экологизм.
С самого начала для организации были характерны скандалы, связанные с гомосексуализмом (что коррелировалось с историческими фактами об СА начала 1930-х). Это провоцировало в ANS жёсткие внутренние конфликты, поскольку большинство неонацистов нетерпимы к таким явлениям. Это затрудняло и сотрудничество с родственными организациями, типа VSBD.

## Планы и действия
Первая крупная публичная акция ANS была проведена 20 мая 1978 — члены организации устроили уличное шествие под лозунгами отрицания Холокоста и «справедливости к Гитлеру». Произошло столкновение с полицией. Группировка быстро приобрела провокаторскую репутацию.
В 1977—1978 боевики ANS провели серию криминальных акций — ограбления банков и захваты оружия на базах бундесвера. Составлялись расстрельные списки антифашистов и евреев. Планировались нападения на базы НАТО, подрыв мемориала жертвам концлагеря Берген-Бельзен, нападение на тюрьму Шпандау с целью освобождения Рудольфа Гесса. Участники этих действий были арестованы. Сам Кюнен в 1979 году приговорён к тюремному заключению за разжигание расовой ненависти и призывы к насилию. В период его заключения организацией руководил Кристиан Ворх, также арестованный в 1980.
Освободившись в ноябре 1982, Кюнен договорился об объединении АNS с группой Национальные активисты Томаса Бреля. 15 января 1983 организация получила название Aktionsfront Nationaler Sozialisten/Nationale Aktivisten (ANS/NA). В группировку влились активные боевики, Штеффен Хупка организовал в Ганновере штурмовое подразделение. К 1983 году в группу входили до 300 человек в 30 местных организациях.
Деятельность велась как в правовом поле, так и вне его. Основным направлением являлась наглядная агитация. Издавался информационный бюллетень «Внутренний фронт». Функционировало особое подразделение «помощи политзаключённым». Существовали специальные структуры для женщин и для не вступавших в организаций сочувствующих (Друзья германской политики — Freundeskreises Deutsche Politik, FK). Избирательные кампании ANS/NA вела Акция ремиграции иностранцев — Народное движение против иностранного господства и разрушения окружающей среды (Aktion Ausländerrückführung — Volksbewegung gegen Überfremdung und Umweltzerstörung, AAR). На местных выборах кандидаты этой структуры получали до 0,5 % голосов. Организация поддерживала связи с неонацистской группировкой американцев немецкого происхождения в Небраске.

## Аресты и запрещение
29 мая 1981 года в Гамбурге был убит двадцатью ножевыми ударами член ANS Йоханнес Бюгнер, известный как открытый гомосексуалист. Полицейское расследование показало, что убийство совершили соратники Бюгнера по организации. Двое были приговорены к пожизненному заключению, трое к тюремным срокам. После этого началось системное преследование группировки.
24 ноября 1983 года ANS/NA и аффилированные структуры были запрещены приказом МВД ФРГ. 7 декабря запрет вступил в силу. Михаэль Кюнен перебрался во Францию, затем в Италию, но был депортирован в ФРГ и вновь оказался в тюрьме.
После освобождения в 1985 году Кюнен, Ворх и Брель учредили Сообщество единомышленников Нового фронта, в целом повторивший программу и структуру ANS/NA. Другие бывшие активисты ANS/NA, участвовали в деятельности Свободной немецкой рабочей партии, Немецкой альтернативы, Националистического фронта, Национал-демократической партии. В 1990-х Штеффен Хупка и Кристиан Ворх стали основными организаторами неформального движения Свободные товарищества (Freie Kameradschaften).